# Dragan Gajić

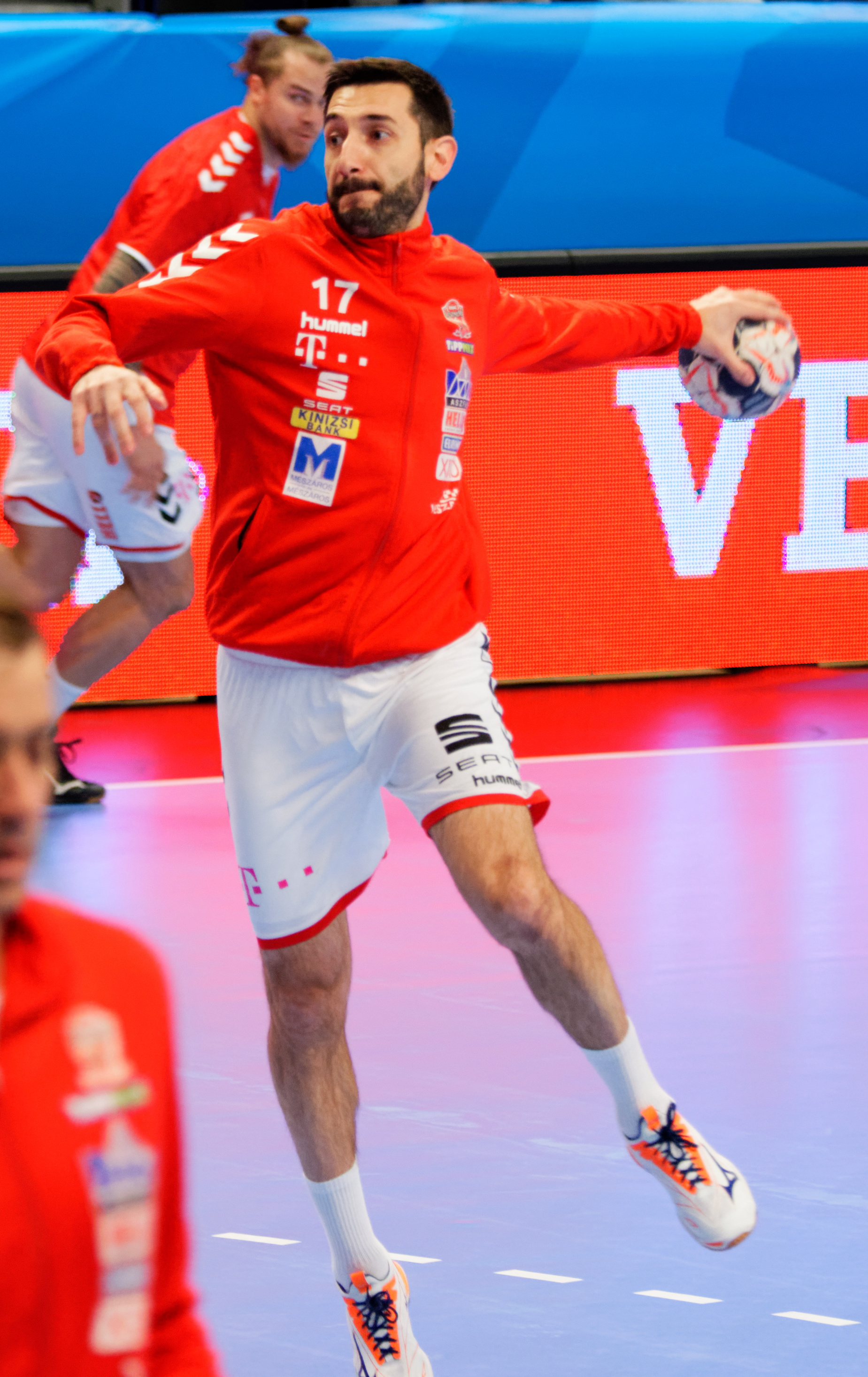
Dragan Gajić à l'échauffement sous les couleurs de Veszprém, le 12 novembre 2017.

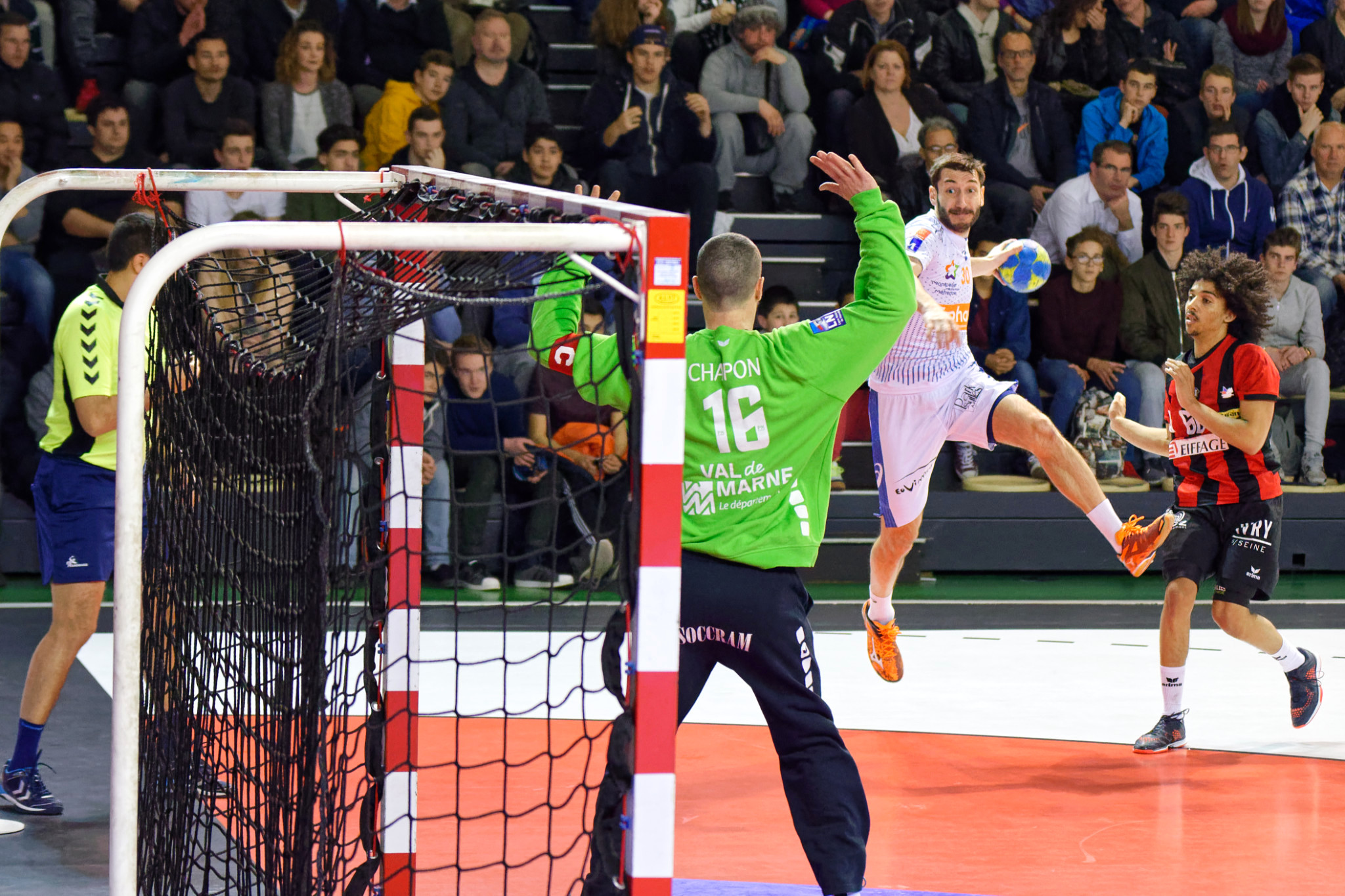
Gajić au tir face à François-Xavier Chapon, le 17 mars 2016.

Dragan Gajić, né le 21 juillet 1984 à Celje, est un handballeur slovène, évoluant au poste d'ailier droit. Après avoir notamment évolué au RK Celje, au Montpellier Handball et au Veszprém KSE, il rejoint à l'été 2020 le Limoges Handball avant d'y mettre un terme à sa carrière en 2024.
Avec 692 buts marqués en équipe nationale de Slovénie, il est le quatrième meilleur buteur de l'histoire de cette sélection.

## Biographie
Jouant au poste d'ailier droit, il réalise l'essentiel de sa carrière avec le club de sa ville natale, le RK Celje avec lequel son meilleur résultat sur la scène européenne est une demi-finale de la Ligue des champions 2004-2005 perdue face au FC Barcelone. Le club du Montpellier Handball, désireux de renforcer son côté droit, le contacte très tôt en 2011. Lors de son arrivée pour la saison 2011-2012, il a immédiatement su se faire une place dans l'effectif de Montpellier par son jeu vif, précis, et son profil d'ailier moderne extrêmement rapide en contre-attaque. Son arrivée permet à l'entraîneur du club, Patrice Canayer, d'utiliser Vid Kavtičnik sur le poste d'arrière droit. Sélectionné à 142 reprises en équipe nationale de Slovénie, il participe ainsi à plusieurs compétitions internationales dont le Championnat du monde 2015 dont il termine meilleur buteur avec 71 buts et est élu meilleur ailier droit. Après une participation tardive à l'Euro 2016 conclue par une 14e place, il met fin à sa carrière internationale. 
Le 16 juin 2016, un accord est trouvé entre Gajic et le Montpellier Handball pour qu'il quitte le club héraultais un an avant son terme. Il est ainsi le dernier joueur impliqué dans l'affaire des paris truqués à quitter Montpellier. Il signe dans la foulée un contrat de deux ans pour le club hongrois du Veszprém KSE. 
Il y reste jusqu'en 2020, année où il signe au Limoges Handball, club de Championnat de France de D2 mais qui ambitionne d’accéder à court terme à l'élite française. Si la saison est arrêtée en conséquence de la pandémie de Covid-19, le club limougeaud est promu et pour son retour dans l'élite française, Gajić bat le record de buts en une saison, détenu par Mikkel Hansen, avec 233 réalisations. Il a ainsi contribué à l'ascension vers le plus haut niveau du Limoges Handball et donné de la crédibilité au projet sportif. 
En neuf saisons, Gajic s'est hissé au cinquième rang des meilleurs buteurs de l'histoire du Championnat de France derrière Raphaël Caucheteux, Valero Rivera, Nemanja Ilić.
Il met un terme à sa carrière de joueur en 2024 en même temps que Nikola Karabatic, son ancien coéquipier montpelliérain,,. Il débute alors un nouveau projet de reconversion professionnelle.

## Palmarès

### En club
Compétitions nationales
- Vainqueur du Championnat de Slovénie (6) : 2004, 2005, 2006, 2007, 2008, 2011
- Vainqueur de la Coupe de Slovénie (4) : 2004, 2006, 2007, 2011
- Vainqueur du Championnat de Croatie (1) : 2010
- Vainqueur de la Coupe de Croatie (1) : 2010
- Vainqueur du Championnat de France (1) : 2012
- Vainqueur de la Coupe de France (2) : 2012, 2013
- Vainqueur de la Coupe de la Ligue (2) : 2012, 2014
- Vainqueur du Championnat de Hongrie (2) : 2017, 2019
- Vainqueur de la Coupe de Hongrie (2) : 2017, 2018

Compétitions internationales
- Finaliste de la Ligue des champions (1) : 2019
  - Demi-finaliste en 2004-2005 et 2017
- Finaliste de la Coupe de l'EHF (1) : 2014
- Finaliste de la Ligue SEHA (1) : 2017

### En équipe nationale
- 6e place au Championnat d'Europe 2012,  Serbie
- 4e place au Championnat du monde 2013,  Espagne
- 8e place au Championnat du monde 2015,  Qatar
- 14e place au Championnat d'Europe 2016,  Pologne
- 9e place au Championnat du monde 2021,  Égypte

### Distinctions individuelles
- Élu meilleur ailier droit du championnat de France (2) : 2011-2012[16], 2013-2014[17]
- Élu meilleur ailier droit du Championnat du monde (1) : 2015[6]
- Meilleur buteur du Championnat du monde (1) : 2015 avec 71 buts[5]
- Meilleur buteur du championnat de France (3) : 2013-2014 avec 192 buts, 2020-2021 avec 233 buts et 2021-2022 avec 228 buts
- Meilleur buteur de la Coupe de l'EHF (1) : 2013-2014 avec 72 buts
- 2e meilleur buteur du Championnat d'Europe 2012 avec 48 buts
- Élu dans l’équipe « 7 France » par le journal L’Équipe en 2013[18].